# Ditionito de sódio
Ditionito de sódio (também conhecido como hidrossulfito de sódio) é um pó cristalino branco com um odor fraco de enxofre. É o sal de sódio do ácido ditionoso.  Embora seja estável sob várias condições, ele irá se decompor-se em água quente e soluções ácidas.

## Obtenção
Pode ser obtido do bissulfito de sódio pela seguinte reação:
2 NaHSO3 + Zn → Na2S2O4 + Zn(OH)2